# 질 스터켈
질 앤 스터켈(Jill Ann Sterkel, 1961년 5월 27일 ~ )은 전 미국의 수영 선수이며 올림픽 챔피언이자 전 세계 기록 보유자이다. 스터켈은 12년 동안 3개의 하계 올림픽에서 4개의 메달을 획득하였다. 그녀는 1992년부터 2007년까지 텍사스 대학교 오스틴에서 텍사스 롱혼스 수영·다이빙 여성 팀의 총감독이었다.

## 경력
캘리포니아주 아시엔다하이츠에서 태어나 글렌 A. 윌슨 고등학교를 졸업하였다. 그녀는 이어서 텍사스주 오스틴에 있는 텍사스 대학교에서 수학하며, 1980년부터 1983년까지 AIAW와 NCAA 경연에서 텍사스 롱혼스 수영·다이빙 팀을 위하여 수영을 하였다. 1983년 시니어로서 스터켈은 50 야드 접영(24.26초)과 100 야드 접영(53.54초)에서 NCAA 선수권을 우승하였다. 1979~80년과 1980~81년의 뛰어난 대학 여성 수영 선수로서 인정을 받아 수영과 다이빙을 위하여 연속적 혼다 스포츠 상을 수상하였다.
스터켈은 3개의 하계 올림픽에서 미국을 대표하였다. 15세의 나이로 1976년 몬트리올 올림픽에서 동료 선수들 킴 페이턴, 웬디 볼리올리, 셜리 배버쇼프와 함께 400m 자유형 계주에서 우승한 미국 팀의 일원으로서 금메달을 획득하였다. 미국 여성 팀이 자신들의 동독의 라이벌들에 의하여 거의 모든 종목에서 우수되어 온 후, 페이턴, 볼리올리, 스터켈과 배버쇼프는 릴레이 금메달을 따면서 뿐만 아니라, 또한 결승전에서 동독의 세계 기록을 깨면서 교훈적 승리를 거두었다. 개인적으로 그녀는 2개의 다른 종목들에 나갔으며, 100m 자유형에서 7위를 하고 200m 자유형에서 예선들을 넘어 진출하지 못했다.
스터켈은 1980년 미국 올림픽 선발 시합에서 다시 미국 국가 대표팀을 위하여 합격하였으나 모스크바 올림픽의 미국이 이끈 보이콧의 이유로 그녀는 그 대회에 참가할 수 없었다.
1984년 로스앤젤레스 올림픽에서 그녀는 400m 자유형 계주의 예선들에서 금메달을 획득한 미국 팀을 위하여 헤엄을 쳤다. 경기의 시작에서 예선들에서 활약하였으나 결승전들에 나가지 않은 릴레이 수영 선수들은 메달을 받는 데 적격이 있었다. 27세의 나이로 1988년 서울 올림픽에서 그녀는 400m 자유형 계주의 예선들에서 다시 미국 팀을 위하여 활약하고 팀의 3위를 위하여 동메달을 땄다. 그녀는 또한 개인적으로 50m 자유형에서 동메달을 따기도 하였다.

## 같이 보기
- 올림픽 수영 여자 메달리스트 목록
- 수영 자유형 50m 세계 기록 추이
- 수영 계영 400m 세계 기록 추이